# Eddie Kendricks
Eddie Kendricks (n. 17 decembrie 1939, Union Springs, Alabama, SUA – d. 5 octombrie 1992, Birmingham, Alabama, SUA) a fost un cântăreț și textier american. Cunoscut pentru vocea sa distinctivă, Kendricks a co-fondat trupa vocală The Temptations fiind unul din principalii vocaliști ai formației în intervalul 1960-1971. A fost vocea principală pe cântece faimoase ca "The Way You Do The Things You Do", "Get Ready" și "Just My Imagination". Ca și artist solo, Kendricks a înregistrat câteva hituri pe cont propriu în anii '70 printre care și singleul "Keep On Truckin'".